# レッドファルクス
レッドファルクス（欧字名:Red Falx 香:彎刀赤駿、2011年4月12日 - ）は、日本の競走馬・種牡馬。主な勝ち鞍は2016年・2017年のスプリンターズステークス連覇。
馬名の意味は、冠名＋ラテン語で「鎌」の意味を持つ両手剣。

## 戦績

### 2歳（2013年）
デビュー戦には11月23日の東京6R・芝1400mの新馬戦を選択。3番人気に推される。最後の直線ではメンバー最速となる上がり3ハロン33.7秒の末脚で追いつくも逃げるアスコルティには届かず2着に惜敗。そして2戦目には12月23日の中山2R・芝1600mの未勝利戦を選択するが、後方から直線では思うように伸びず1着から1.3秒も離された9着と惨敗する。

### 3歳（2014年）
3月21日の中京5R・芝1600mの未勝利戦では前走の大敗から4番人気となるも、上がり最速の豪脚を披露し初勝利を挙げた。その後5カ月の休養を行い500万下のレースへと出走。最初の2戦では8着・10着と惨敗する（なお、10着となったレースからCBC賞を勝つまでダートのレースを主に使用するようになる）も、10着に敗れてから連闘で出走した10月18日のレースでは好位から直線では抜け出して勝利した。その後、西湖特別（1000万下）に出走し1番人気に推されるがここでは3着に惜敗。因みにこのレースで勝ったのは前走で人気を分け合ったトーセンマイティであった（中1週で出走した11月2日の500万下で勝利し1000万下へと昇級）。しかし次走の鳴海特別（1000万下）では1番人気こそルミナスウイングに明け渡すも、好位からレースを思い通りに進めて勝利した。

### 4歳（2015年）
1600万下に昇級して迎えた2015年の初戦には、久しぶりの芝レースとなる雲雀ステークスを選択。+14kgという馬体重の増減や久しぶりの芝レースということも懸念されたか7番人気と評価を落とした。レースでは4番手という好位で直線に入るが伸び切れず、結局順位を上げられずに4着に敗れた。次走はトリトンステークス。騎手が思ったよりも後ろの位置で競馬を進めるも、最後の直線での末脚が豪快に炸裂しオープン入りを果たしたが、この後半年以上の休養を入れたために降格となった。復帰戦は10月1日のテレビ静岡賞。久しぶりのダートということもあり4番人気となったが、レースでは好位で進め上手く折り合いをつけて優勝、再びオープンへと昇格。年内最終戦としてオーロカップにも出走したがここでは後方から直線で伸びを欠き8着に終わる。

### 5歳（2016年）
2016年の初戦として、初めての重賞挑戦となる、ダート重賞の根岸ステークスに参戦。好位に位置取りして順調にレースを進めるが、直線で後退し、最後は後にフェブラリーステークス覇者となるモーニンの10着に大敗した。しかし、オープン特別に戻った次走中京ダート1400mの夢見月ステークスでは、中団から位置を徐に伸ばしていき、2着に好走した。続くコーラルステークスでは右回り適性が嫌われたか6番人気と評価を落とした。レースでは直線で伸びきれず4着に敗北したが、久しぶりの右回りに対し鞍上の川田は「問題ない」と発言。次走は、東京の欅ステークスに出走。5番人気と人気はやや軽薄だったが、好位から直線では早々と先頭に立つと、1番人気エイシンバッケンの猛追を首差凌ぎ勝利。
次走は、サマースプリントシリーズのCBC賞を選択。このレースから鞍上がミルコ・デムーロに定着するようになる。エイシンブルズアイ、ベルカントに次ぐ3番人気に支持された。レースでは後方で折り合いをつけ、3・4コーナーで上手く外へと持ち出し、絶好の手応えで迎えた直線で溜めていた末脚を炸裂させ徐々に順位を上げ、逃げ粘るラヴァーズポイントやベルカントをゴール直前で豪快に差し切り、重賞初勝利を挙げた。
その後、陣営がサマースプリントシリーズ制覇かスプリンターズステークスでGI狙いかが問われたが、迷わずスプリンターズステークスを選択する。迎えたスプリンターズステークス本番では、休み明けや苦手と思料された右回りという影響もあったが、それでも、高松宮記念の覇者ビッグアーサーや、スプリントのレースで善戦を続けてきたミッキーアイルに次ぐ3番人気となる。レースでは、好スタートから中団へとつけ、いい手応えで迎えた直線では自慢の末脚を遺憾なく発揮し、ゴール前で粘る先団を瞬く間に抜き去り、最後は逃げるミッキーアイルを僅かに頭差抜かしてGI初挑戦初優勝を果たした。因みにこのレースはゴール時、0.5秒の間に15頭が犇めいてゴールするという接戦の様相であった。そんな中1番人気のビッグアーサーはその馬群の中に完璧に揉まれ、行き場を失ってしまい12着に惨敗している。
年内最終戦としてレッドファルクスは、香港遠征を試みて香港スプリントにビッグアーサーと共に参戦し、3番人気に支持された。何時も通り直線では中団の外目につけて折り合いをつけて直線に向かうが、今度はレッドファルクスが馬群にもまれてしまい、抜け道を窺う際に余計なスタミナを消費したのか、直線では自慢の末脚を活かすことが出来ずに12着に沈んだ。因みにビッグアーサーも同じような形で10着に終わっている。なお、このレースで勝利したのは、前年の高松宮記念を制したエアロヴェロシティであった。

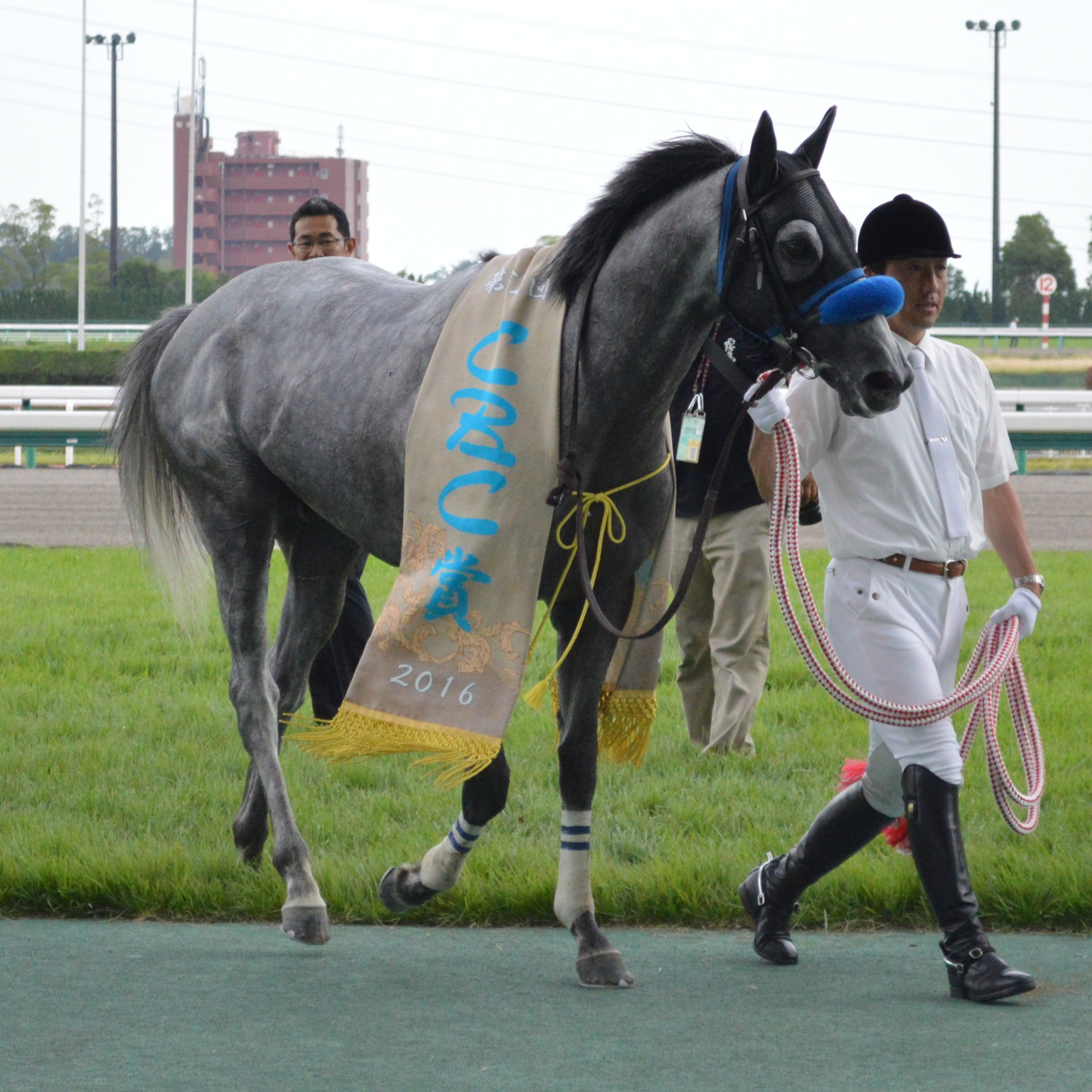
CBC賞
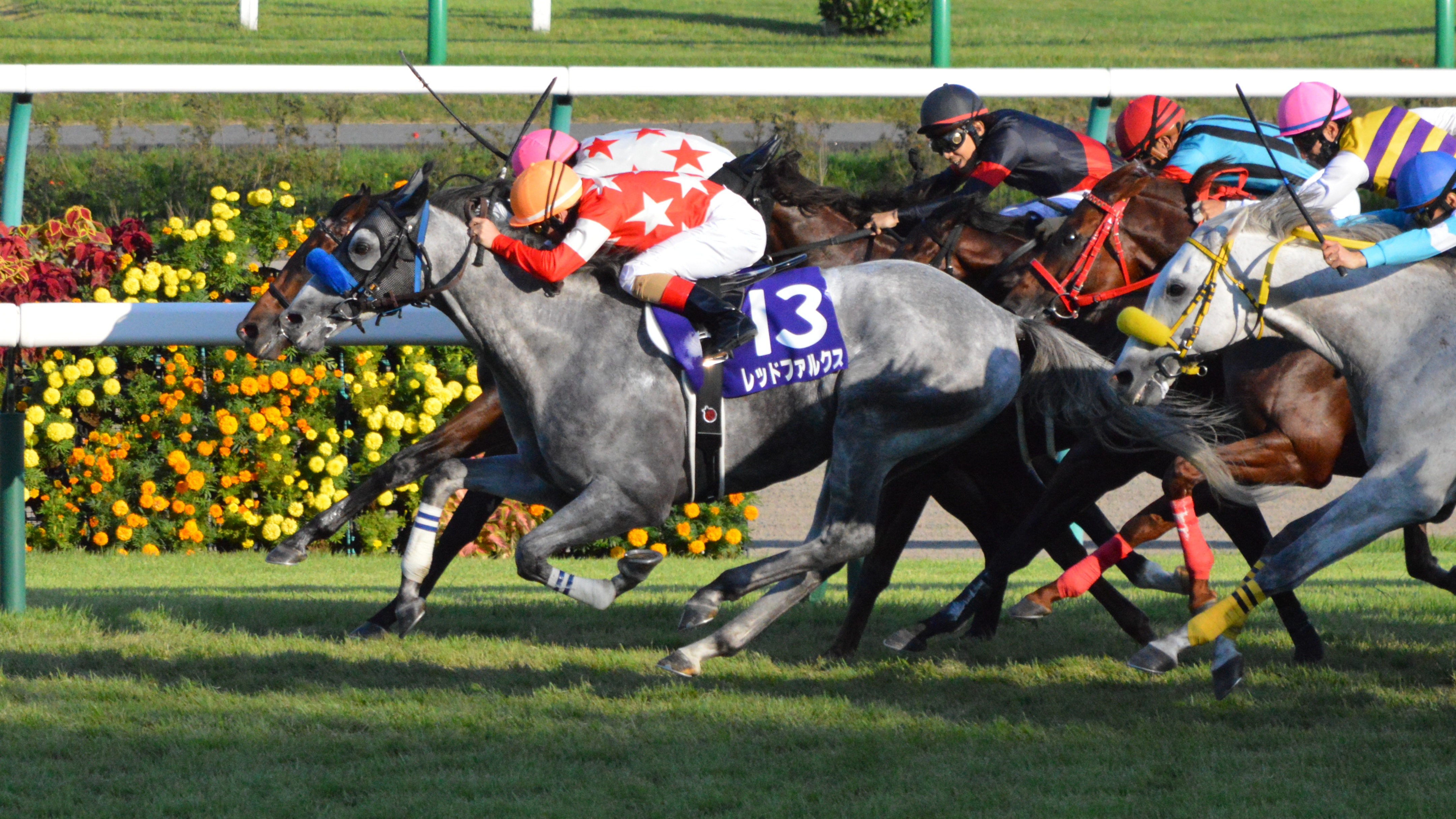
スプリンターズS
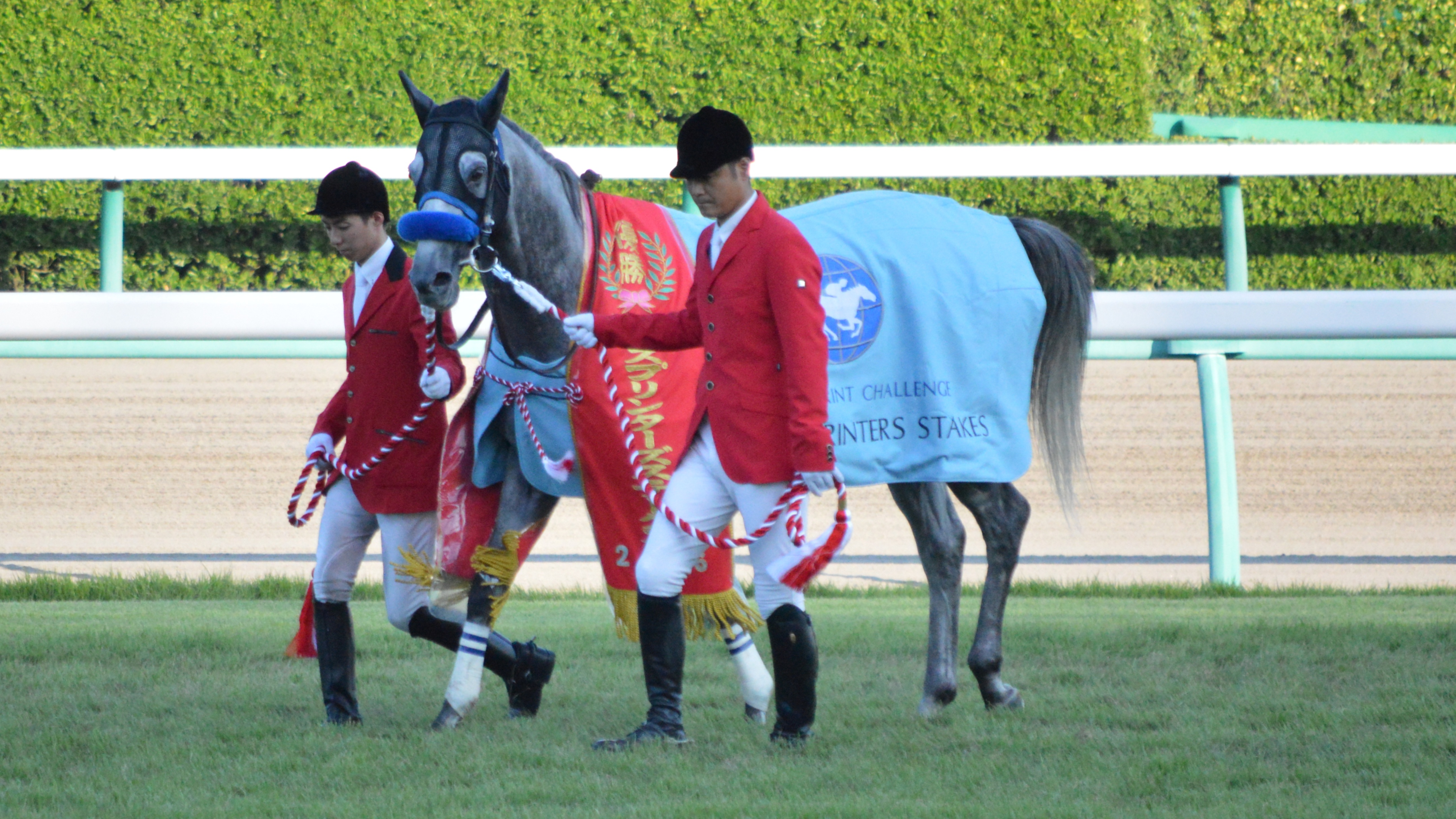
表彰式

### 6歳（2017年）
2017年初戦には遠征からの検疫期間などもあり、ぶっつけで高松宮記念に参戦することになった。2016年をもってモーリスやミッキーアイルが引退したことにより、本命が混沌とした当年の短距離戦線を象徴すべき存在として1番人気に推された。何時も通りの折り合いから、直線では馬群の隙をついて早めに先頭を奪おうとするが、稍重の馬場が影響したか、外に位置していた先行馬である伏兵・セイウンコウセイに先に抜け出されてしまった。さらに、ゴール前でメンバー最速となる上がり3ハロン33.9秒の末脚を炸裂させたレッツゴードンキにも交わされてしまい、3着に敗れた。
次走にはGII・京王杯スプリングカップを選択。サトノアラジンに次ぐ2番人気に支持された。向こう正面では中団に位置し、最後の直線では前があまり開かず中々前へ進出することが出来なかったが、残り250m付近になって前が空くとその隙を狙って前へと進出し、最後はメンバー最速の末脚を披露し前で逃げ粘るクラレントを差し切って優勝、重賞3勝目を挙げた。
京王杯スプリングカップの優勝により安田記念への優先出走権を得て、参戦することになった。マイルは殆ど未経験であるために、前哨戦のマイラーズカップで3歳時のセントライト記念以来、凡そ2年半ぶりの勝利を挙げたイスラボニータ、当年のマイル重賞で善戦を続けているエアスピネルに次ぐ3番人気に留まった。迎えたレースでは後方4番手へと位置し、直線半ばでは中々前が開かなかったが自ら外へと進出し何とか進路を確保し、前へと進出したが、先に逃げ粘るロゴタイプやロゴタイプを捉えたサトノアラジンに追い付くことが出来ずに3着に敗れた。
安田記念から4カ月の休養を経て参戦することになったスプリンターズステークスでは、連覇への期待から春のスプリント王セイウンコウセイを抑えて1番人気に推された。レースでは好いスタートから前年と同じような位置につけると、いい手応えで迎えた直線では残り150mから豪脚を遺憾なく炸裂させ、最内から抜け出して先に先頭に躍り出たレッツゴードンキをゴール前で首差交わして優勝し、史上3頭目となるスプリンターズステークス連覇を達成した。デムーロは「直線に入って上手く手前が変わってくれて、凄い脚を使ってくれた。僕と同じで負けたくない気持ちが強い」と話した。その後、11月のマイルチャンピオンシップに参戦するも8着に終わり、この年を終える。

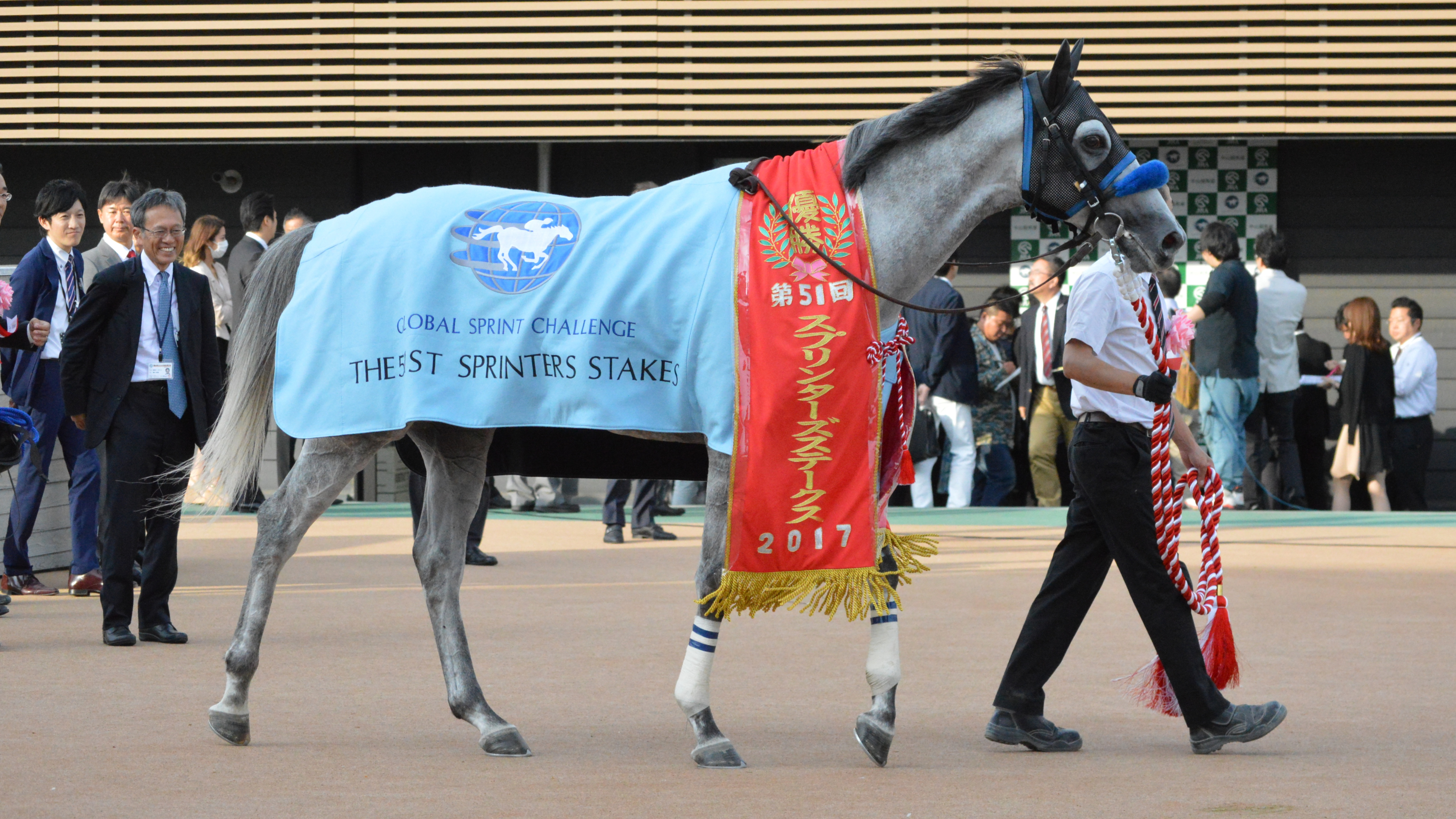

### 7歳（2018年）
2018年も現役を続行。阪急杯は3着と好走するものの、高松宮記念は1番人気に推されながら8着と惨敗する。その後も勝ちきれないレースが続き、12月22日の阪神カップ8着を最後に現役を引退した。引退後は社台スタリオンステーションで種牡馬となる。

## 競走成績
| 競走日      | 競馬場 | 競走名            | 格       | 距離（馬場）  | 頭 数 | 枠 番 | 馬 番 | オッズ （人気） | 着順 | タイム （上り3F） | 着差  | 騎手       | 斤量 | 1着馬（2着馬）         |
| ----------- | ------ | ----------------- | -------- | ------------- | ----- | ----- | ----- | --------------- | ---- | ----------------- | ----- | ---------- | ---- | ---------------------- |
| 2013.11.23  | 東京   | 2歳新馬           |          | 芝1400m（良） | 18    | 1     | 1     | 006.10（3人）   | 02着 | 01:24.3（33.7）   | -0.5  | 北村宏司   | 55kg | アスコルティ           |
| 0000.12.23  | 中山   | 2歳未勝利         |          | 芝1600m（良） | 16    | 8     | 15    | 003.10（2人）   | 09着 | 01:38.2（36.7）   | -1.3  | 北村宏司   | 55kg | カウニスクッカ         |
| 2014.03.21  | 中京   | 3歳未勝利         |          | 芝1400m（良） | 18    | 6     | 12    | 005.70（4人）   | 01着 | 01:22.9（35.8）   | -0.2  | M.デムーロ | 56kg | （メイショウネブタ）   |
| 0000.08.17  | 新潟   | 3歳上500万下      |          | 芝1400m（重） | 17    | 7     | 14    | 011.50（5人）   | 08着 | 01:22.3（35.6）   | -0.8  | 岩田康誠   | 54kg | サンマルホウセキ       |
| 0000.10.11  | 東京   | 3歳上500万下      |          | ダ1400m（良） | 16    | 5     | 10    | 010.60（6人）   | 10着 | 01:26.2（36.7）   | -0.7  | 北村宏司   | 55kg | アルデグロリア         |
| 0000.10.18  | 東京   | 3歳上500万下      |          | ダ1400m（良） | 16    | 3     | 6     | 004.30（2人）   | 01着 | 01:24.6（36.2）   | -0.3  | 北村宏司   | 55kg | （トーセンマイティ）   |
| 0000.11.24  | 東京   | 西湖特別          | 1000万下 | ダ1400m（良） | 16    | 6     | 12    | 004.60（1人）   | 03着 | 01:25.4（36.0）   | -0.1  | 北村宏司   | 56kg | トーセンマイティ       |
| 0000.12.7   | 中京   | 鳴海特別          | 1000万下 | ダ1200m（良） | 16    | 8     | 15    | 004.10（2人）   | 01着 | 01:11.9（36.1）   | -0.0  | 田辺裕信   | 56Kg | （ルミナスウイング)    |
| 2015.02.150 | 東京   | 雲雀S             | 1600万下 | 芝1400m（良） | 15    | 3     | 4     | 022.70（7人）   | 04着 | 01:22.1（34.2）   | -0.2  | 北村宏司   | 57kg | オメガヴェンデッタ     |
| 0000.03.150 | 中京   | トリトンS         | 1600万下 | 芝1200m（良） | 18    | 8     | 17    | 005.20（2人）   | 01着 | 01:10.9（34.6）   | -0.1  | 勝浦正樹   | 57kg | （エポワス）           |
| 0000.10.11  | 東京   | テレビ静岡賞      | 1600万下 | ダ1400m（稍） | 16    | 1     | 1     | 008.60（4人）   | 01着 | 01:24.2（35.7）   | -0.0  | 吉田豊     | 57kg | （ノウレッジ）         |
| 0000.11.15  | 東京   | オーロC           | OP       | 芝1400m（稍） | 18    | 7     | 14    | 008.60（4人）   | 08着 | 01:22.1（33.8）   | -0.4  | T.ベリー   | 55kg | ロサギガンティア       |
| 2016.01.31  | 東京   | 根岸S             | GIII     | ダ1400m（稍） | 16    | 1     | 1     | 020.80（7人）   | 10着 | 01:23.3（36.6）   | -1.3  | 吉田豊     | 56kg | モーニン               |
| 0000.03.21  | 中京   | 夢見月S           | OP       | ダ1400m（良） | 12    | 6     | 8     | 012.10（5人）   | 02着 | 01:24.0（36.9）   | -0.5  | 勝浦正樹   | 56kg | ノウレッジ             |
| 0000.04.02  | 阪神   | コーラルS         | OP       | ダ1400m（良） | 14    | 2     | 2     | 012.90（6人）   | 04着 | 01:23.1（36.0）   | -0.4  | 川田将雅   | 56kg | ノボバカラ             |
| 0000.05.28  | 東京   | 欅S               | OP       | ダ1400m（稍） | 16    | 2     | 4     | 008.30（5人）   | 01着 | 01:22.6（35.3）   | -0.0  | 吉田豊     | 56kg | （エイシンバッケン）   |
| 0000.07.03  | 中京   | CBC賞             | GIII     | 芝1200m（良） | 13    | 7     | 11    | 007.50（3人）   | 01着 | 01:07.2（32.7）   | -0.0  | M.デムーロ | 56kg | （ラヴァーズポイント） |
| 0000.10.02  | 中山   | スプリンターズS   | GI       | 芝1200m（良） | 16    | 7     | 13    | 009.20（3人）   | 01着 | 01:07.6（33.5）   | -0.0  | M.デムーロ | 57kg | （ミッキーアイル）     |
| 0000.12.11  | 沙田   | 香港スプリント    | G1       | 芝1200m（良） | 16    | 10    | 9     | 016.00（7人）   | 12着 | 01.09.78          | -0.98 | M.デムーロ | 57kg | Aerovelocity           |
| 2017.03.26  | 中京   | 高松宮記念        | GI       | 芝1200m（稍） | 18    | 4     | 7     | 003.60（1人）   | 03着 | 01:09.0（34.6）   | -0.3  | M.デムーロ | 57kg | セイウンコウセイ       |
| 0000.05.13  | 東京   | 京王杯スプリングC | GII      | 芝1400m（重） | 13    | 7     | 10    | 005.00（2人）   | 01着 | 01:23.2（33.7）   | -0.1  | M.デムーロ | 58kg | （クラレント）         |
| 0000.06.04  | 東京   | 安田記念          | GI       | 芝1600m（良） | 18    | 3     | 6     | 007.90（3人）   | 03着 | 01:31.6（33.7）   | -0.1  | M.デムーロ | 58kg | サトノアラジン         |
| 0000.10.01  | 中山   | スプリンターズS   | GI       | 芝1200m（良） | 16    | 4     | 8     | 003.20（1人）   | 01着 | 01:07.6（33.0）   | -0.0  | M.デムーロ | 57kg | （レッツゴードンキ）   |
| 0000.11.19  | 京都   | マイルCS          | GI       | 芝1600m（稍） | 18    | 4     | 7     | 005.00（3人）   | 08着 | 01:34.2（34.6）   | -0.4  | C.デムーロ | 57kg | ペルシアンナイト       |
| 2018.02.25  | 阪神   | 阪急杯            | GII      | 芝1400m（良） | 18    | 3     | 6     | 003.80（2人）   | 03着 | 01:20.1（33.4）   | -0.0  | 川田将雅   | 58kg | ダイアナヘイロー       |
| 0000.03.25  | 中京   | 高松宮記念        | GI       | 芝1200m（良） | 18    | 3     | 6     | 002.30（1人）   | 08着 | 01:08.9（33.7）   | -0.4  | M.デムーロ | 57kg | ファインニードル       |
| 0000.06.03  | 東京   | 安田記念          | GI       | 芝1600m（良） | 16    | 5     | 9     | 014.60（8人）   | 09着 | 01:32.1（33.7）   | -0.8  | 田辺裕信   | 58kg | モズアスコット         |
| 0000.09.30  | 中山   | スプリンターズS   | GI       | 芝1200m（稍） | 16    | 8     | 16    | 013.30（5人）   | 10着 | 01:09.0（34.7）   | -0.7  | 戸崎圭太   | 57kg | ファインニードル       |
| 0000.12.22  | 阪神   | 阪神C             | GII      | 芝1400m（稍） | 16    | 6     | 11    | 009.90（6人）   | 08着 | 01:22.2（35.6）   | -1.1  | H.ボウマン | 57kg | ダイアナヘイロー       |

以上の競走成績は、netkeiba.com「レッドファルクスの競走成績」に基づく。

## 種牡馬入り後
引退後の2018年より社台スタリオンステーションで種牡馬となった。
2022年7月2日福島5Rをナックブレイブが勝利して、産駒の初勝利を挙げた。
2023年からは北海道新ひだか町のレックススタッドで繋養される。

### 主な産駒
- 2021年産
  - キャッシュブリッツ（2024年オータムカップ）

## 血統表
| レッドファルクスの血統                            | レッドファルクスの血統                             | レッドファルクスの血統 | （血統表の出典）       | （血統表の出典） |
| 父系                                              | フォーティナイナー系                               | フォーティナイナー系   | フォーティナイナー系   | [ § 2 ]          |
| 父 *スウェプトオーヴァーボード 1997 芦毛 アメリカ | 父の父*エンドスウィープ 1991 鹿毛 アメリカ         | *フォーティナイナー    | Mr. Prospector         | Mr. Prospector   |
| 父 *スウェプトオーヴァーボード 1997 芦毛 アメリカ | 父の父*エンドスウィープ 1991 鹿毛 アメリカ         | *フォーティナイナー    | File                   |                  |
| 父 *スウェプトオーヴァーボード 1997 芦毛 アメリカ | 父の父*エンドスウィープ 1991 鹿毛 アメリカ         | Broom Dance            | Dance Spell            | Dance Spell      |
| 父 *スウェプトオーヴァーボード 1997 芦毛 アメリカ | 父の父*エンドスウィープ 1991 鹿毛 アメリカ         | Broom Dance            | Witching Hour          |                  |
| 父 *スウェプトオーヴァーボード 1997 芦毛 アメリカ | 父の母Sheer Ice 1982 芦毛 アメリカ                 | Cutlass                | Damascus               | Damascus         |
| 父 *スウェプトオーヴァーボード 1997 芦毛 アメリカ | 父の母Sheer Ice 1982 芦毛 アメリカ                 | Cutlass                | Aphonia                |                  |
| 父 *スウェプトオーヴァーボード 1997 芦毛 アメリカ | 父の母Sheer Ice 1982 芦毛 アメリカ                 | Hey Dolly A.           | Ambehaving             | Ambehaving       |
| 父 *スウェプトオーヴァーボード 1997 芦毛 アメリカ | 父の母Sheer Ice 1982 芦毛 アメリカ                 | Hey Dolly A.           | Swift Deal             |                  |
| 母 ベルモット 1997 栗毛 北海道千歳市              | 母の父*サンデーサイレンス 1986 青鹿毛 アメリカ     | Halo                   | Hail to Reason         | Hail to Reason   |
| 母 ベルモット 1997 栗毛 北海道千歳市              | 母の父*サンデーサイレンス 1986 青鹿毛 アメリカ     | Halo                   | Cosmah                 |                  |
| 母 ベルモット 1997 栗毛 北海道千歳市              | 母の父*サンデーサイレンス 1986 青鹿毛 アメリカ     | Wishing Well           | Understanding          | Understanding    |
| 母 ベルモット 1997 栗毛 北海道千歳市              | 母の父*サンデーサイレンス 1986 青鹿毛 アメリカ     | Wishing Well           | Mountain Flower        |                  |
| 母 ベルモット 1997 栗毛 北海道千歳市              | 母の母*レガシーオブストレングス 1982 栗毛 アメリカ | Affirmed               | Exclusive Native       | Exclusive Native |
| 母 ベルモット 1997 栗毛 北海道千歳市              | 母の母*レガシーオブストレングス 1982 栗毛 アメリカ | Affirmed               | Won't Tell You         |                  |
| 母 ベルモット 1997 栗毛 北海道千歳市              | 母の母*レガシーオブストレングス 1982 栗毛 アメリカ | Katonka                | Minnesota Mac          | Minnesota Mac    |
| 母 ベルモット 1997 栗毛 北海道千歳市              | 母の母*レガシーオブストレングス 1982 栗毛 アメリカ | Katonka                | Minnetonka             |                  |
| 母系(F-No.)                                       | Real Delight系(FN:9-c)                             | Real Delight系(FN:9-c) | Real Delight系(FN:9-c) | [ § 3 ]          |
| 5代内の近親交配                                   | Raise a Native5×5                                  | Raise a Native5×5      | Raise a Native5×5      | [ § 4 ]          |
| 出典                                              | 1. 2. 3. 4.                                        | 1. 2. 3. 4.            | 1. 2. 3. 4.            | 1. 2. 3. 4.      |